# Valby Hegn

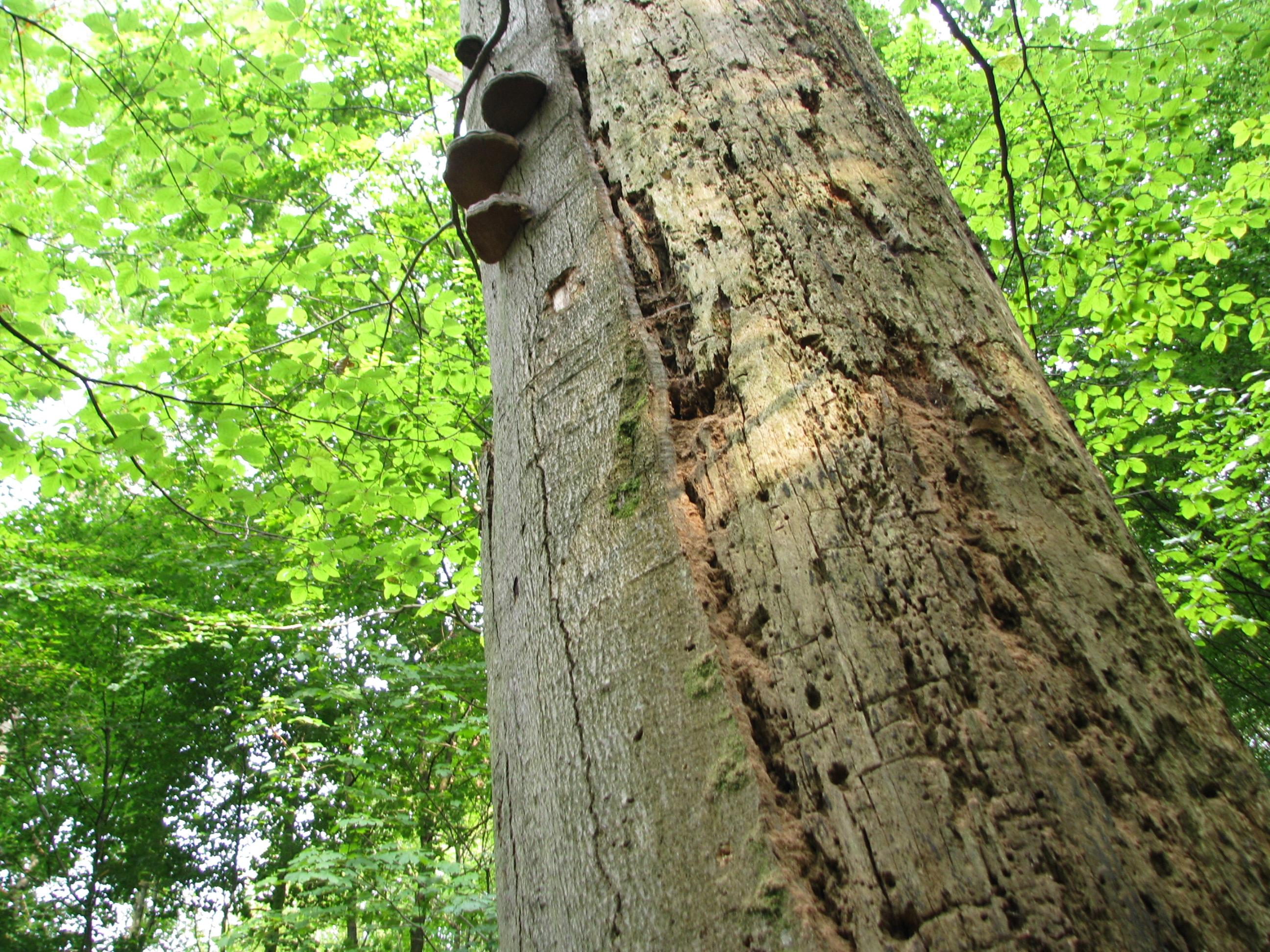
Absterbende Buche im Valby Hegn

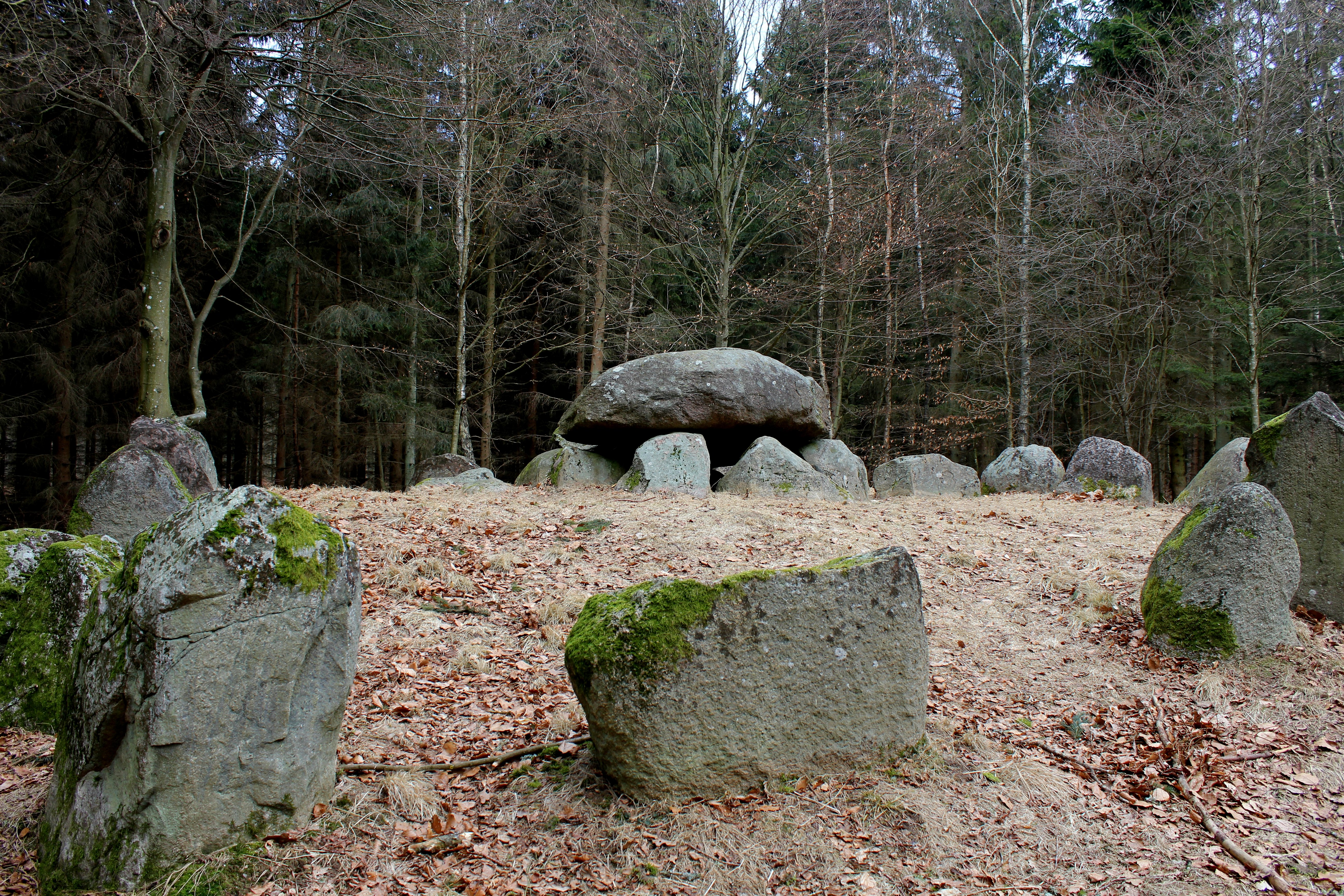
Randsteine und Dolmen eines Langdysse in Valby Hegn

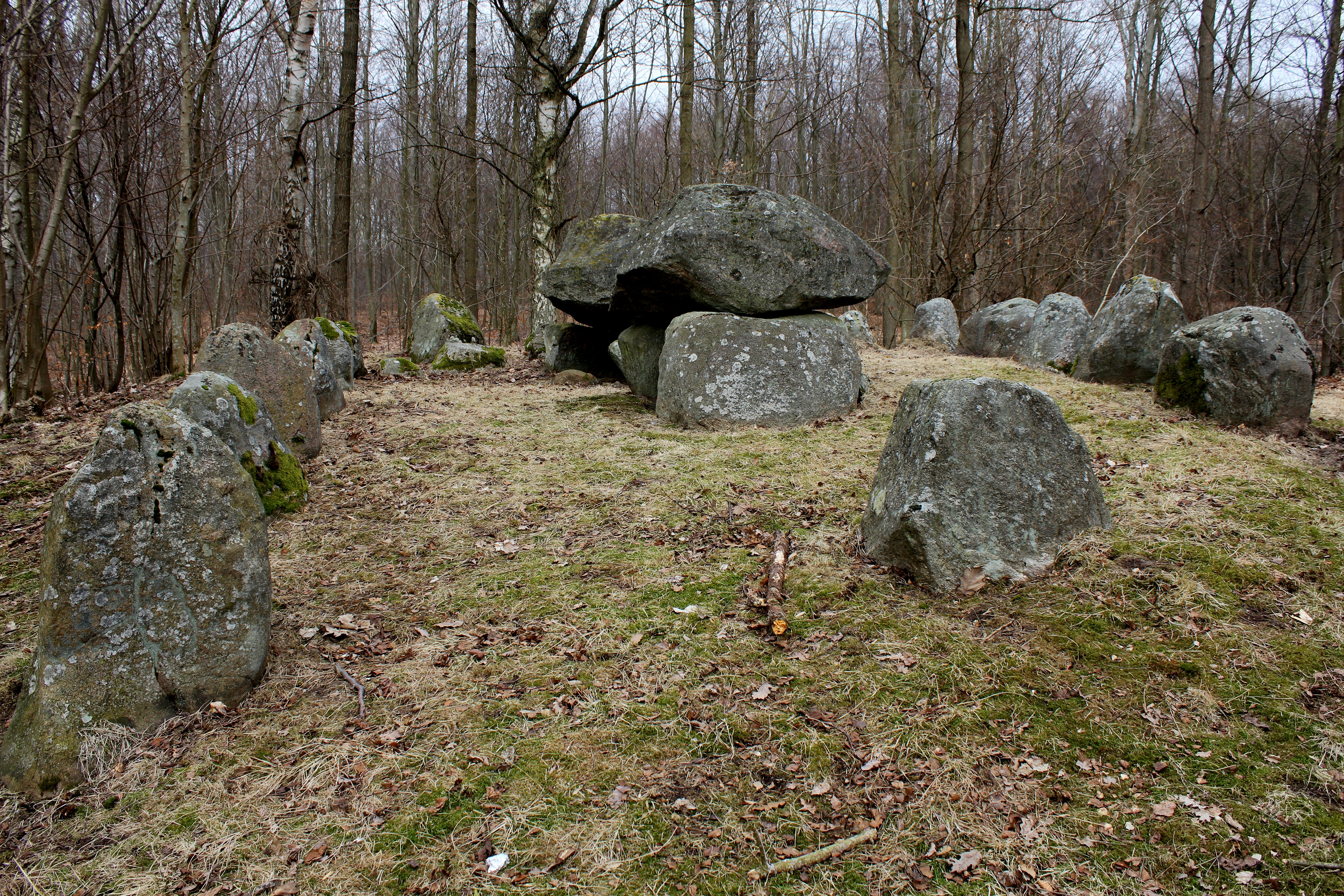
Randsteine eines Hünenbettes und Dolmen in Valby Hegn

Valby Hegn ist ein Waldgebiet nördlich von Helsinge östlich des Valbyvej und westlich des Baches Tobro Å, im Norden der dänischen Insel Seeland. Der Wald ist nach dem nordöstlich davon gelegenen Ort Valby benannt. Er wird vor allem von alten Buchen und Eichen gebildet. Nadelholz wurde forstlich eingebracht. Er zählt zu den Naherholungsgebieten von Helsinge und ist in Nord-Süd-Richtung durch den Løgelandsvej erschlossen. Am Südende des Weges befinden sich ein Wanderparkplatz.

## Hügelgräber
Im westlichen Teil liegen an einem markierten Wanderweg sechs vorzeitliche Denkmäler, fünf Dolmen (dän. Rund- bzw. Langdysser) und ein kleines Ganggrab. Der Wald gehört zum Pilotprojekt „Nationalpark Kongernes Nordsjælland“. Viele der Randsteine der Hünenbetten und mehrere Decksteine befinden sich in situ und auf mehreren der Decksteine befinden sich Schälchen.
Die in der Mehrzahl intakten Megalithanlagen der Trichterbecherkultur (TBK) entstanden zwischen 3500 und 2800 v. Chr. Neolithische Monumente sind Ausdruck der Kultur und Ideologie neolithischer Gesellschaften. Ihre Entstehung und Funktion gelten als Kennzeichen der sozialen Entwicklung.